# Principessa Peach
La Principessa Peach Toadstool (ピーチ姫?, Pīchi-Hime, [piːtɕi̥ çime]) è un personaggio ricorrente nel franchise di Mario creato da Nintendo, ideata da Shigeru Miyamoto e introdotta nel videogioco Super Mario Bros. (1985). È la principessa regnante e capo di stato del Regno dei Funghi, dove risiede nel suo castello assieme ai Toad.
Personaggio femminile principale della serie, il ruolo di Peach è spesso quello della damigella in pericolo o di donatrice che può aiutare Mario. È spesso un personaggio giocante nei titoli multigiocatori della serie, inclusi videogiochi della serie principale come Super Mario 3D World (2013). Peach è la protagonista di Princess Toadstool's Castle Run (1990), Super Princess Peach (2006), e Princess Peach: Showtime! (2024).
Peach è una delle protagoniste femminili più popolari nella storia del videogioco, con più apparizioni videoludiche di qualunque altro personaggio femminile.

## Il personaggio
Peach è una principessa dai capelli biondi, ha gli occhi azzurri e indossa sempre un abito color rosa con il colletto e la fine del vestito color magenta. Alle orecchie ha degli orecchini di colore azzurro. Indossa una corona che simboleggia la sua appartenenza reale, in cui le pietre si alternano: un rubino in centro, due aquamarine (di colore azzurro) ai lati, due rubini, ecc. Come ogni principessa ai piedi porta due scarpe rosse (con il tacco alto). Nei giochi sportivi in cui appare è rappresentata con i pantaloncini corti rosa, con una striscia bianca e la maglietta rosa con la gemma azzurra sul petto. Per legare i suoi lunghi capelli biondi utilizza un elastico azzurro cielo e le sue scarpe da ginnastica sono rosa. Negli sport acquatici di Mario & Sonic ai Giochi Olimpici è sempre vestita con il suo solito vestito sportivo normale, in Mario & Sonic ai Giochi Olimpici di Londra 2012 invece porta un costume da bagno rosa con la gemma azzurra sul petto ed è anche a piedi nudi e gambe scoperte. Nel gioco Mario Strikers Charged Football dimostra di essere competitiva e vanitosa.

## Apparizioni
Peach è presente in molti videogiochi in cui è un personaggio giocabile. InYoshi's Island DS, dove è presente una versione infantile del personaggio nota come Baby Peach, possiede un ombrello che le permette di sfruttare i flussi di aria e che è anche, insieme alle emozioni, l'arma principale di Peach in Super Princess Peach.

### Mario Kart
Nella serie Mario Kart, pur non avendo delle macchine molto veloci, Peach dimostra di essere una grande corritrice.
Le sue macchine sono: Turboreale, Pc Standard e Principessa.
In molti circuiti come il "Giardino di Peach" la velocità delle sue macchine diviene più forte.
In Mario Kart: Double Dash!! Peach è un personaggio con delle caratteristiche un po' differenti dal resto dei giochi della serie Mario Kart.
Le macchine in questa piattaforma di gioco sono molto più veloci e slittanti, soprattutto nelle piste Nitrò.
In Mario Kart Wii Peach indossa due differenti abbigliamenti da corsa.
Quando si gareggia nei 50c, indossa il suo abitino rosa pesca, mentre dai 100 in poi, quando saranno disponibili i motori, Peach indosserà una tuta rosa con delle striature fucsia ai margini dell'abito. I capelli sono legati con elastico azzurro. Le auto e i motori di Peach in questo gioco, saranno: Kart standard M, Moto standard M, Moto Mach, Nostagia 1, Ali di squalo, scooter filante, jalapeno, Super Calamako, Bolide retrò, Nitrocicletta, Delfinator, Glory.

### Mario & Sonic ai Giochi Olimpici
In questo gioco la principessa dimostra di aver un grande lato atletico.
La velocità di Peach è poco inferiore a quella di Yoshi, il più lento dei tipi velocità e la sua abilità è molto avanzata.
Dispone di colpi speciali che variano a seconda del gioco che si sceglie.
In "Tennis Tavolo da Sogno", Peach dispone di un'abilità speciale chiamata "Heart attack!".

Il suo simbolo nei giochi sportivi

In Mario & Sonic ai Giochi Olimpici Invernali, Peach fa parte dei tipi Abilità.
Dimostra di avere una grande capacità nel pattinare sul ghiaccio, soprattutto in versione Sogno.
Nella modalità "Avventura" Peach si trova a Brillandia a svolgere una gara di Lotta Innevata.
Il giocatore deve ricorrere al suo aiuto per vincere la gara proposta dal Goomba.
In questo gioco, Peach indossa un abito rosa con delle maniche di pelle morbide, presenti anche ai bordi del vestito.
Oltre questo indossa dei leggins color fucsia scuro con delle striature bianche quasi invisibili nel momento di scelta del personaggio.
Come nella serie precedente, Peach indossa un elastico azzurro per legare in lunghi capelli biondi.

### Super Smash Bros.
Peach appare anche in questa serie a partire da Melee. Appare con la sua forma normale ed è molto agile e può utilizzare un Toad per difendersi dagli attacchi da lancio con uno Attacco Smash Finale molto efficace.

## Poteri e attacchi
Peach, da come dimostrato in molti giochi della serie, usa vari poteri contro i nemici. Nella serie Super Smash Bros appare inoltre con diversi attacchi da usare verso l'avversario, per esempio è capace di muovere un'anca del bacino contro un avversario formando cuoricini (in origine palle di fuoco in Melee) oppure si difende utilizzando un Toad come scudo riflettente. Il suo Smash finale consente nel far addormentare l'avversario con una canzone per poi attaccare.
In Super Princess Peach, invece, sfrutta le sue emozioni (Gioia che fa volare e che crea uragani, Rabbia per infuocare, Tristezza per innaffiare le piante e Calma per curarsi) e il suo ombrello Perrisol (che può fluttuare, essere una barca, una pistola, eccetera).